# Maurizio Galimberti
Maurizio Galimberti (Como, 1956) è un fotografo italiano.

## Biografia
Cresce a Meda, iniziando a lavorare nell'impresa di famiglia come geometra.
Già da ragazzo si appassiona alla fotografia partecipando a concorsi fotografici utilizzando le classiche pellicole bianco e nero. Esordisce utilizzando una fotocamera Widelux per una ricerca on the road.

## La tecnica
In seguito, dal 1983, inizia ad usare quasi esclusivamente le istantanee Polaroid sia per l'immediatezza e la verifica del risultato sia per la possibilità di "manipolare" in post produzione la copia ottenuta. Sarà infatti proprio con la Polaroid che esprimerà una tecnica personale che avrà come risultato finale un vero e proprio mosaico fotografico. La Polaroid viene utilizzata per scomporre e ricompore l'immagine in mosaici ricreando il soggetto fotografato, reinterpretandolo. Anche nei ritratti, molti dei quali hanno come protagonisti personaggi famosi come Johnny Depp, Lady Gaga, Robert De Niro, e altri, con la tecnica di scomposizione il risultato finale sarà la tridimensionalità dell'immagine manipolata.
La particolare tecnica da lui sviluppata, chiamata anche "a grappolo" o "ad ali di farfalla", descritta in diversi articoli e spiegata dallo stesso Galimberti con dei filmati, ha suscitato l'interesse di numerose aziende leader in vari settori, tra le quali: Milan calcio (Il Milan del centenario), Fiat Auto (calendario 2006, libro Viaggio in italia…nuova Fiat 500), Kerakoll (libro New York materico-movimentosa), Jaeger-LeCoultre (libro La grand maison), Illycaffè (campagna istituzionale 2008), Nokia (libro telefoninotempoemozione), Lancia (ritratti alla 66ª mostra del cinema di Venezia); sempre a Venezia è nella giuria del concorso fotografico "Venice Movie Stars Photography Award" dedicato alle immagini scattate in occasione della Mostra del Cinema di Venezia.
Con le sue tecniche a Mosaico “Reinterpreta e Reinventa” opere famose quali:
- - Vittoria Alata di Brescia , l'immagine realizzata, è stata utilizzata come manifesto ufficiale della Vittoria Alata dal Museo Di Santa Giulia / Brescia.
- - Cenacolo di Leonardo Da Vinci, a cui è dedicato il volume “Il Cenacolo di Leonardo Da Vinci” fotografie di Maurizio Galimberti edito di SKIRA e poi esposte nelle Gallerie D’Italia di IntesaSanPaolo a Milano .
- - Cappellone di San Nicola a Tolentino (Macerata), tra il 2015 e il 2017 ha realizzato un progetto fotografico con tutte le tecniche della fotografia Instant (Polaroid -Fuji- Impossible project) e la parte finale del progetto è dedicata al post sisma del 30/10/2016, con l'utilizzo delle rinnovate pellicole (originali) Polaroid 50x60.

## Da Polaroid a Fuji
Con la fine della produzione Polaroid nel 2008 e pur con la difficile ripresa, un po' sperimentale, della produzione da IMPOSSIBLE, la carenza di pellicole ha portato Galimberti ad utilizzare sempre più pellicole Fuji. Dal settembre 2017 è Instant Artist ufficiale Di Fuji Italia (progetto Instax Square).
Sempre con Fuji Instax Square , dal 2019, si dedica a una nuova tecnica fotografica, con la realizzazione della “Matrice Fuji Instax Square”, Matrice che poi viene scomposta a mosaico. La Matrice viene considerata parte integrante (ma separata) del mosaico stesso, la tecnica è stata usata per le opere dei progetti:
Progetto “Emilia”, "Gibellina 2020-2021",Progetto “Luchi Sport” e “Fumetti” ,“Forest Frame ", “Uno Sguardo Nel Labirinto Della Storia” e “L’illusione di una storia senza futuro”,

## Mostre e progetti
Nel 2013 l'Istituto Veneto di Scienze Lettere ed Arti e Giart hanno promosso una Mostra antologica sul "Paesaggio Italia", con oltre 150 opere, che si è svolta a Palazzo Franchetti a Venezia e dalla quale è scaturita l'omonima pubblicazione.
Nel 2015-16-17 ha realizzato un progetto fotografico con tutte le tecniche della fotografia Instant (Polaroid -Fuji- Impossible project) sul Cappellone di San Nicola a Tolentino (Macerata), la parte finale del progetto è dedicata al post sisma del 30/10/2016, con l'utilizzo delle rinnovate pellicole (originali) Polaroid 50x60.
Nel 2017 partecipa alla 57ª Biennale Arte di Venezia ( Padiglione Venezia a cura Prof . Stefano Zecchi ).
Dal settembre 2017 è Instant Artist ufficiale Di Fuji Italia (progetto Instax Square).
Nel 2017/18 ha realizzato per conto di Archivio Nord Est, 2 progetti sul mondo dei fiori, di cui sono stati dedicati i volumi Flowers 1 e 2 editi dal centro diffusione Arte.
Nel 2018 ha realizzato un progetto per la Maison Enrico Coveri denominato “Around Enrico Coveri” il progetto dedicato ad Enrico Coveri, meraviglioso protagonista della moda italiana, (prematuramente scomparso nel 1990), al progetto è stato dedicato il volume “Around Enrico Coveri”, edito di Silvana Editoriale. Un altro progetto realizzato nel 2018 è quello dedicato al Cenacolo di Leonardo Da Vinci, a cui è dedicato il volume “Il Cenacolo di Leonardo Da Vinci” fotografie di Maurizio Galimberti edito di SKIRA.
Nel Dicembre 2018, è stato inserito nella prestigiosa mostra, a cura di Denis Curti dal titolo “L’ITALIA DEI FOTOGRAFI”,  24 autori simbolo della fotografia Italiana del 900, al museo M9 di Venezia – Mestre. Alla mostra è dedicato il relativo volume edito da Marsilio Editore.
Nel 2019 ha iniziato un nuovo progetto sulla regione Emilia, alla prima parte del progetto è dedicato il volume presentato al festival OFF di fotografia Europea/ Reggio Emilia, intitolato “Progetto Emilia, prime istantanee”; edito da Corsiero editore.
Al progetto Emilia è collegata la nuova ricerca fotografica, con la realizzazione della “Matrice Fuji Instax Square”, Matrice che poi viene scomposta a mosaico. La Matrice viene considerata parte integrante (ma separata) del mosaico stesso, la stessa tecnica è stata usata per le opere del progetto "Gibellina 2020-2021"
Sempre nel 2019, la ricerca si sposta in due progetti specifici dedicati il primo ai fumetti ed il secondo al mondo dello sport, rileggendo in entrambi i casi con la tecnica del mosaico in ready made immagini iconiche di fumetti illustrati e di storie memorabili di sport. Entrambi i progetti sono realizzati per la prestigiosa collezione di fotografia Milanese “LUCHI collection” e vengono poi presentati in due volumi dedicati.
Ha realizzato l'immagine simbolo della Vittoria Alata di Brescia, l'immagine realizzata, è stata utilizzata come manifesto ufficiale della Vitoria Alata dal Museo Di Santa Giulia / Brescia.
Tra novembre 2019 e fine gennaio 2020, le sue immagini sul Cenacolo di Leonardo Da Vinci, sono state esposte nelle Gallerie D'Italia di IntesaSanPaolo a Milano .
Nel 2020 e 2021 ha realizzato due progetti di rilettura di immagini storiche, nato da un'idea comune con Paolo Ludovici di Luchi Collection. Tutte le immagini realizzate sono poi state pubblicate nei volumi Uno Sguardo Nel Labirinto Della Storia edito da SKIRA, con testi di Denis Curti e Matteo Nucci e L'illusione di una storia senza futuro edito da SKIRA, con testi di Gianni Canova e Maurizio Rebuzzini.
Sempre nel 2020 ha realizzato per il Museo Muse di Trento, su incarico del prof. Stefano Zecchi, un progetto denominato Forest Frame, le immagini del progetto, sono state in mostra fino al giugno 2021, al Muse / Palazzo delle Albere di Trento.
Nel 2021 ha realizzato un progetto fotografico raccolto poi in un volume dedicato per il Gruppo Industriale Rubinetterie Bresciane (Bonomi Group – Brescia). Sempre nel 2021 ha partecipato assieme a Gianni Berengo Gardin alla mostra “Due Sguardi a Confronto” organizzata da Fondazione di Venezia, per i 1600 anni della città di Venezia.
Nel Dicembre 2021, partecipa alla mostra “Diabolik alla Mole” a cura di Luca Beatrice, all'interno della Mole Antonelliana di Torino, che celebra i 60 anni del celebre personaggio creato dalle Sorelle Milani nel 1962.
Nel 2022
Ha realizzato il supporto Fotografico/artistico per il volume del 70° di Fontana Gruppo” INSDE THE CATHEDRAL OF THE WORLD” edito da Marsilio Editore.
Per la LUCHI COLLECTION ha realizzato un progetto storico dedicato alla strage del Bois du Cazier( A Marcinelle, Belgio), con la pubblicazione del volume dedicato „LA PROMESSA“ edizioni Skira.
Nel Settembre è stato insignito del prestigioso premio A.I.F. alla carriera, Palazzo Reale Milano.
A ottobre ha vinto ( ex aequo con Giovanni Chiaramonte)  il concorso „LE IMMAGINI RILEGATE“  organizzato dal FOTO Festival Milano, con il volume „ L'illusione di una storia senza futuro“ edizioni Skira.
Nel 2024
Ha realizzato un progetto fotografico storico dedicato alla Strage di Piazza della Loggia a Brescia , con la pubblicazione del volume dedicato "State Fermi"   e relativa mostra per l'anniversario dei 50 anni della strage presso Museo di Santa Giulia di Brescia. 
A Maggio è tornato ad essere Official Instant Artist di Polaroid Italia.
Nel 1999 è stato nominato al primo posto nella classifica dei foto-ritrattisti italiani redatta dalla rivista Class.

## Pubblicazioni (parziale)
Alcune pubblicazioni con fotografie di Galimberti.
- Polaroid Pro Art, edito da Polaroid Italia, 1994
- Viaggio in Italia, Logos Edizioni, 2003, ISBN 88-7940-248-X
- l'edizione del 27/09/03 del TIME MAGAZINE presenta l'intera copertina dedicata a un ritratto dell'attore americano Johnny Depp realizzato in occasione del 60° Festival del Cinema di Venezia;
- Il Fotografo, Mestiere d'Arte[10], Fondazione Cologni dei Mestieri d'Arte, a cura di Giuliana Scimé, edito da il Saggiatore
- Made in Italy, viaggio con Polaroid[11], edito da Logos Edizioni, Modena, 2003
- Il Giardino d'Inverno, a cura di D. Curtis, edito da Contrasto Extra, 2003
- Napoli istantanea, a cura di Giuliana Scimé, edito da Logos Edizioni, Modena, 2004
- Metamorfosi, Belvedere Fotografia, 2007, ISBN 978-88-370-5340-6
- New York Polaroid, Damiani Editore, 2007, ISBN 978-88-89431-88-7
- Polaroid Venezia, Edizioni Contrasto, 2008, ISBN 978-88-6965-143-4
- Napoliobsession, edito da The Apartment, a cura di Valerio Dehò, 2010
- Mediterraneo, Edizioni Contrasto e Fondazione Capri, 2011
- Berlino, edito da Silvana Editore, 2011
- Obiettivo Como[12], edito da Spazio Pedraglio, 2012
- Paesaggio Italia, Marsilio Editore, 2013, ISBN 978-88-317-1508-9
- Milano, Gruppo editoriale, 2015, ISBN 978-88-6482-018-7
- Lalla Romano, PopSophia, 2015
- Quaderno 23 - AriDadaKali 2012-2015 Nudi selection, Studio Giangaleazzo Visconti, 2015
- Portraits, Silvana Editoriale 2016
- Roma 55, Silvana Editoriale 2016
- Atelier Paris, Silvana Editoriale (pres. Sotheby's Milano) 2017
- Flowers (1-2), editi da Centro Diffusione Arte
- Around Enrico Coveri, Silvana Editoriale 2018 ISBN 9788836639991
- San Nicola reMade, Silvana Editoriale 2017 ISBN 9788836638307
- Il Cenacolo di Leonardo da Vinci, Skira, 2018
- Progetto Emilia, Corsiero Editore, 2019
- Uno Sguardo Nel Labirinto Della Storia, Skira, 2021, ISBN 9788857245164
- Forest Frame, Edito da Museo MUSE Trento, 2021, ISBN 9788853100641
- L'illusione di una storia senza futuro, SKIRA, 2021, ISBN 9788857247083
- Gibellina, a cura di Cristina Costanzo, edizioni Dadainstant, 2021, ISBN 979-12-200-9104-6
- Bonomi Group, The story of a group united by passion, Marsilio Arte Editore, 2022, ISBN 9791254630266
- La Promessa, a cura di Paolo Ludovici, edizioni SKIRA, 2023, ISBN 978-88-572-4974-2
- Inside the Cathedral of Work, Fontana Gruppo, edito da Marsilio Editore
- STATE FERMI!, Brescia, Piazza Loggia 1974, a cura di Paolo Ludovici, Museo di Santa Giulia Brescia, Edizioni SKIRA , ISBN 978-88-572-5237-7

## Filmografia
- Maurizio Galimberti, regia di Giampiero D'Angeli, 2010, documentario[13]
- Maurizio Galimberti, T. Curagi e A. Gorio, 2004, documentario
- San Nicola Remade ... un film di L. Giustozzi e M. Sbrolla, progetto sul Cappellone di San Nicola - Tolentino - Per Sky Arte, documentario